# Lindsay Traisnel
Lindsay Traisnel es una jinete canadiense que compite en la modalidad de concurso completo. Ganó dos medallas en los Juegos Panamericanos de 2023, oro por equipos y bronce en individual.

## Palmarés internacional
| Juegos Panamericanos | Juegos Panamericanos | Juegos Panamericanos | Juegos Panamericanos |
| Año                  | Lugar                | Medalla              | Categoría            |
| -------------------- | -------------------- | -------------------- | -------------------- |
| 2023                 | Santiago (Chile)     | Medalla de oro       | Por equipos          |
| 2023                 | Santiago (Chile)     | Medalla de bronce    | Individual           |